# 北宋京东东路帅臣列表
北宋京东东路帅臣，指京东东路安抚司的长官，或称安抚使，或称经略安抚使。

## 历任经略安抚使

### 宋太祖朝
- 刘熙古（960年）
- 郭崇（960年—965年）
- 张全操（969年—971年）
- 赵延进（975年—976年）

### 宋太宗朝
- 赵延进（976年—983年）
- 赵昌言（984年—985年）
- 徐休复（990年—991年）
- 寇准（993年）
- 曹彬（994年—997年）
- 阎象（997年）

### 宋真宗朝
- 王延德（999年—1000年）
- 李继昌（1001年—1003年）
- 张齐贤（1004年—1006年）
- 凌策（1007年—1009年）
- 王超（1010年—1012年）
- 张知白（1013年—1016年）
- 戚伦（1017年）
- 李仕衡（1018年—1019年）
- 周起（1020年—1022年）

### 宋仁宗朝
- 周起（1022年）
- 韩亿（1022年）
- 曹玮（1022年—1024年）
- 滕涉（1025年—1026年）
- 李迪（1027年—1028年）
- 王曾（1029年—1030年）
- 孔道辅（1031年）
- 范讽（1032年）
- 燕肃（1033年）
- 夏飒（1033年—1034年）
- 张傅（1035年）
- 赵概（1036年—1039年）
- 陈执中（1040年—1041年）
- 程琳（1041年）
- 李迪（1041年—1042年）
- 陈执中（1042年—1044年）
- 张存（1044年—1046年）
- 张奎（1046年）
- 叶清臣（1046年—1047年）
- 富弼（1047年—1050年）
- 范仲淹（1050年—1052年）
- 钱明逸（1052年）
- 文彦博（1052年—1053年）
- 田瑜（1053年—1054年）
- 曹佾（1054年—1056年）
- 孙沔（1056年—1057年）
- 庞籍（1057年—1058年）
- 余靖（1058年—1060年）
- 唐询（1060年—1062年）
- 刘元瑜（1062年—1063年）

### 宋英宗朝
- 刘元瑜（1063年—1064年）
- 卢士宗（1065年—1066年）
- 吴奎（1067年）

### 宋神宗朝
- 吴奎（1067年—1068年）
- 欧阳修（1068年—1070年）
- 郑獬（1070年）
- 赵抃（1070年—1072年）
- 李肃之（1073年—1074年）
- 滕甫（1074年—1075年）
- 向经（1075年—1076年）
- 陈荐（1076年—1077年）
- 罗拯（1077年—1079年）
- 龚鼎臣（1079年）
- 王居卿（1079年）
- 程师孟（1080年—1081年）
- 冯京（1081年）
- 刘庠（1082年）
- 邓绾（1083年—1085年）
- 李定（1085年）

### 宋哲宗朝
- 李定（1085年—1086年）
- 李承之（1086年—1088年）
- 王安礼（1088年—1090年）
- 曾布（1090年—1092年）
- 钱勰（1092年）
- 黄履（1093年—1094年）
- 刘挚（1094年）
- 邢恕
- 韩宗道（1094年—1095年）
- 虞策（1096年）
- 吕嘉问（1097年—1098年）
- 张舜民（1098年）
- 杜常（1098年—1099年）
- 宇文昌龄（1099年）
- 范镗（1099年）
- 徐铎（1100年）

### 宋徽宗朝
- 韩川（1100年）
- 王说（1101年）
- 胡宗回
- 王古（1101年）
- 宇文昌龄（1102年）
- 黄裳（1102年—1105年）
- 吕惠卿（1106年）
- 陶节夫（1106年）
- 姚佑（1107年—1108年）
- 王汉之（1108年—1109年）
- 余深（1110年—1112年）
- 梁子野（1112年）
- 郭照（1112年）
- 钱即（1113年）
- 王旉（1113年—1114年）
- 梁子美（1114年—1116年）
- 崔直躬（1117年—1118年）
- 曾孝序（1120年）
- 赵珽（1120年）
- 曾孝蕴（1121年）
- 张叔夜（1122年—1125年）

### 宋钦宗朝
- 钱盖（1126年）
- 宇文虚中（1126年）
- 曾孝序（1126年—1127年）